# Ngerulmud
Ngerulmud Palau fővárosa. Koror után 2006-ban lett főváros. A település Melekeok tartományban található, Babeldaob szigeten, amely az ország legnagyobb szigete, északkeletre 20 kilométerre Korortól, és 2 kilométerre Melekeok településtől.

## Története
Az előző főváros ideiglenesen Kororban volt. Az ország alkotmányát 1979-ben iktatta be a Palaui Nemzeti Kongresszus, hogy létrehozzon egy állandó fővárost Badeldaobban. Az új főváros tervezése 1986-ban kezdődött el, amikor egy fővárosi komplexumépítési szerződést jelöltek ki egy hawaii építészeti cégnek, az Architects Hawaii Ltd.-nek (AHL), amely korábban már megtervezte a mikronéziai komplexumot is Palikirben. A haladás lassú volt, mert Palauban hiány volt mérnökökből és építészekből, illetve az építőanyagok nagy részét importálni kellett.
A további munkákat a korai 2000-es években sem kezdték meg, amikor Palau 20 000 000 dolláros hitelt vett fel Tajvantól, annak részeként, hogy fokozza a kapcsolatokat a két ország között és biztosítsa Tajvan diplomáciai elismerését. Tartalmazott különböző épületeket az Olbiil era Kelulaunak, vagyis a törvényhozásnak is, úgyszintén a bírói és a végrehajtó szerveknek, összeköttetésben egy központi nyitott köztérrel. A komplexum több mint 45 000 000 $-ba került, és hivatalosan 2006. október 7-én nyitották meg több mint 5000 ember részvételével. Nem sokkal később a kormány az irodáit Kororból Ngerulmudba helyezte át.
A The Wall Street Journal egy 2013-as számában azt írta, hogy a parlament, amely alkalmatlan volt a helyi időjáráshoz, adósságba keverte Palaut, és egy hiba a szellőzőrendszerben mostanában penészedést okoz. 2013 áprilisában Ngerulmud postafiókja tartósan bezárt a költségek leapasztása miatt, amelyet a postai igazgató, Tommy Sinsak hajtatott végre. Ezt 2011 decemberében alapozták meg, egy kongresszusi döntéssel. Ugyanez történt az országon belül Kororban is. 16 hónapos működése alatt a költségei meghaladták a 30 000 USA-dollárt, miközben bevételei, főleg bélyegekből kevesebb, mint 2000 dollárosak voltak. Ngerulmud az egyetlen település Palaun, amelynek saját ZIP-kódja van (96939), miközben az ország nagy része a 96940 kódot használja – az Egyesült Államok Postai Szervezete szolgálja ki Palaut a Compact of Free Association részeként (ez egy szerződés az USA és a Csendes-óceáni szigetállamok között).
2014 júliusában Ngerulmud rendezte a 45. Csendes-óceáni Fórumot. Azonban a fő események Kororban lettek megrendezve, a vezetők visszavonulását pedig Peleliu tartományban tartották. 2016 februárjában Ngerulmud rendezte a 16. Mikronéziai Vezetők Találkozóját (Micronesian Presidents’ Summit), amelyen Palau, a Marshall-szigetek és Mikronézia vezetői is részt vettek.

## Galéria
A fővárosi komplexum:

## Fordítás
Ez a szócikk részben vagy egészben  a   Ngerulmud című angol Wikipédia-szócikk fordításán alapul.  Az eredeti cikk szerkesztőit annak laptörténete sorolja fel. Ez a jelzés csupán a megfogalmazás eredetét és a szerzői jogokat jelzi, nem szolgál a cikkben szereplő információk forrásmegjelöléseként.